# ドイツ国憲法戦役

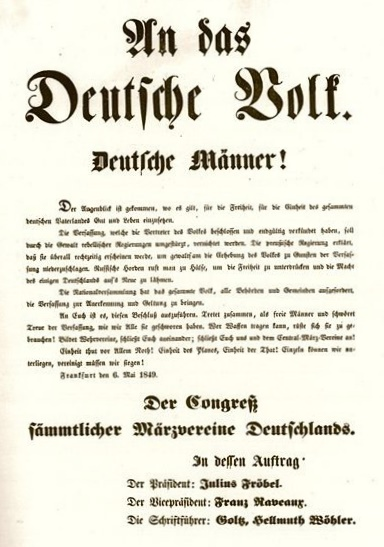
1849年5月6日付けのthe Central March Unionの宣言

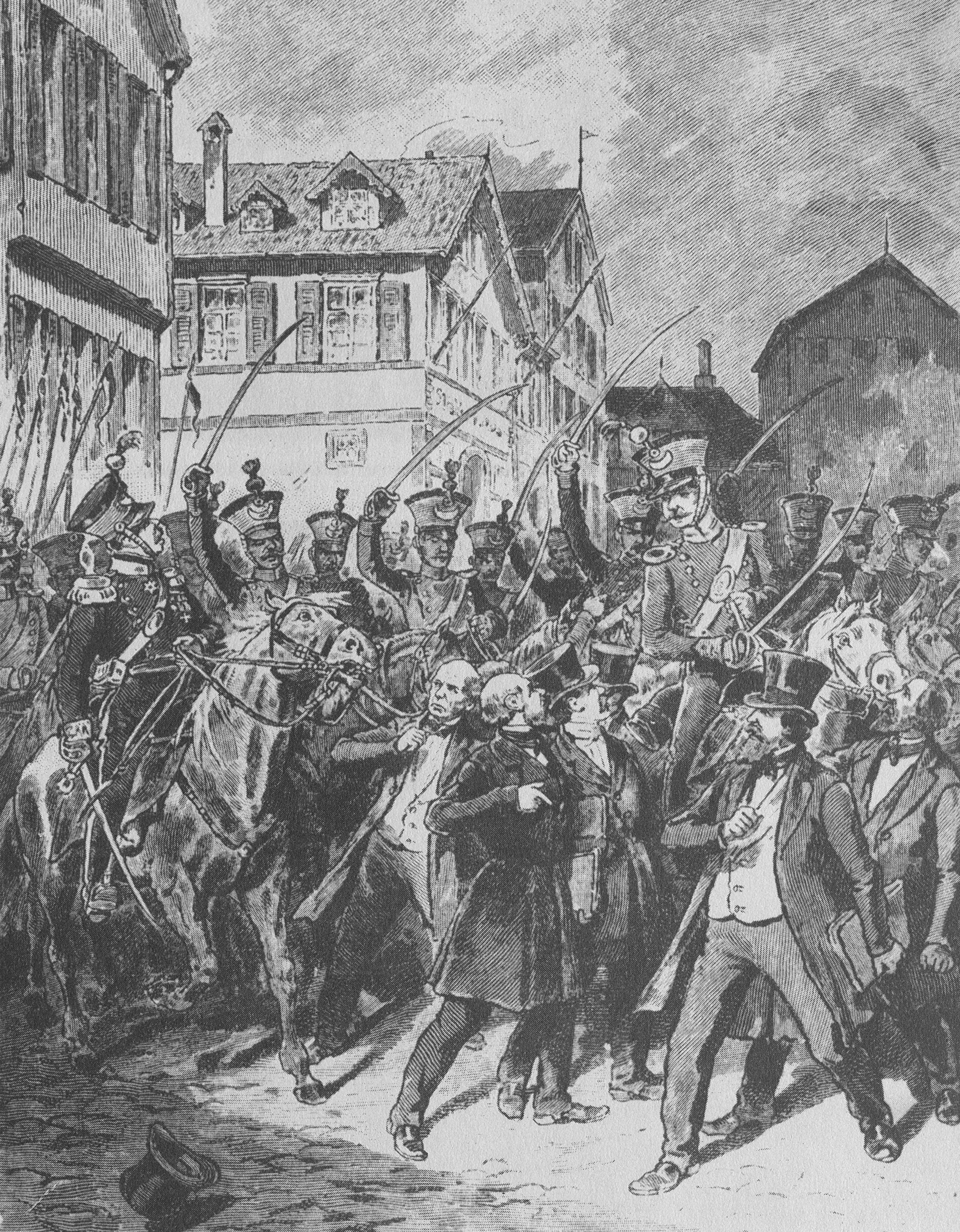
1849年6月18日のシュトゥットガルトにおけるランプ議会の解散のイラスト。ヴュルテンベルク軍のドラグーンが禁止された議員のデモを引き離している。 (1893年の本の挿絵)

ドイツ国憲法戦役 （ドイツこくけんぽうせんえき、独: Reichsverfassungskampagne）は、19世紀半ばのドイツで、急進的な民主主義の政治家により主導されたもので、ドイツのいくつかの国では「五月蜂起」として知られる内戦に似た戦いにまで発展した。こうした反革命に対する戦いは1849年5月に勃発したが、長さや激しさは地域ごとに違っていて、一部ではその年の7月まで続いたものもあった。それらの戦いは、1848年3月に勃発した大衆民主義的な「三月革命」の最後の局面として記録されることになった。
この戦役は、初めてドイツ全体で民主主義的に選ばれた議会であるフランクフルト国民議会で採択されたパウロ教会憲法の承認を目標にしていたもので、プロイセン王フリードリヒ・ヴィルヘルム4世の帝冠拒否と議会の解散によって誘発された。解散後の議員はヴュルテンベルク王国の首都シュトゥットガルトで数週間ほどランプ議会と呼ばれるものを開催していたが、ヴュルテンベルク軍によって武力鎮圧された。戦役はゲオルク・フリードリヒ・コルブやハインリヒ・リーマン、その他の人々によって呼び掛けられた。
こうした呼び掛けに奮起した共和主義者が各地で蜂起した。
例えば、ザクセン王国（ドレスデン五月蜂起）、バイエルン王国プファルツ地方（プファルツ蜂起）、プロイセン王国のヴェストファーレン県（1849年イーザーローン蜂起）とライン県（プリュム兵器庫襲撃、エルバーフェルト蜂起）、極めつけは、バーデン大公国（バーデン革命）といった風に、短期間で勃発し、共和国が宣言された。
しかし、最後の反乱がプロイセン軍主導の連邦軍に敗北したことで、ドイツで勃発した三月革命（1848年-1849年）が終わった。
すなわち、1849年7月23日に、バーデン革命の最終拠点だったラシュタット要塞がプロイセン主導の軍に占領されて、鎮圧されたのである。